# Kaindorf an der Sulm
Kaindorf an der Sulm är en ort och tidigare kommun i Österrike. Den ligger i distriktet Leibnitz i förbundslandet Steiermark.
Kommunen slogs 1 januari 2015 samman med kommunen Leibnitz.
Kommunen bestod av tre orter (Ortschaften) (inom parentes invånarantal 1 januari 2024):
- Grottenhof (175)
- Kaindorf (2 660)
- Kogelberg (89)